# Мстислав Юрійович (князь пересопницький)
Мстислав Юрійович († після 1161) — князь пересопницький (1150) та новгородський (1155-1158) із династії молодших Мономаховичів — Юрійовичів.

## Життєпис
Був сином Великого князя Київського Юрія Долгорукого і його другої дружини візантійської принцеси. У 1150 році був призначений намісником в Пересопниці. У 1155 році одружився з невідомою дочкою боярина Петра Міхалковича з Новгорода. Мав єдиного сина Ярослава.
Після остаточного закріплення Юрія у Києві (1155) Мстислав став князем у Новгороді Великому. Після смерті батька (1157) Мстислав разом з більшістю братів поїхав на північ, але у 1162 році був висланий Андрієм Китаєм (син Юрія Долгорукого і його першої дружини, доньки половецького хана Аєпи), разом з їх матір'ю та братами Васильком і Всеволодом до Візантії, де він з великою честю був прийнятий імператором Мануїлом і отримав від нього в тримання область Оскалана.